# Перепелиця Костянтин Іванович
Костянтин Іванович Перепелиця (нар. 1 червня 1938, Тишенківка, Харківська область, Українська РСР — пом. 11 листопада 2015, Берестя, Білорусь) — радянський та білоруський актор театру та кіно, театральний педагог, заслужений артист Білоруської РСР.

## Біографія
Народився 1938 року у селі Тишенківка Красноградського району Харківської області Української РСР. 1965 року закінчив студію при Українському драматичному театрі ім. Івана Франка у Києві.
З 1966 року грав у Брестському театрі драми. За своє творче життя відіграв близько 100 ролей, викладав. Займався письменницькою діяльністю.

## Нагороди
- Заслужений артист Білоруської РСР (27.03.1976).
- Нагрудний знак Міністерства культури Республіки Білорусь (2008).
- Грамоти Міністерства культури Республіки Білорусь, Брестського обласного виконавчого комітету, Брестського міського виконавчого комітету, Брестської обласної Ради депутатів, Брестської міської Ради депутатів, Адміністрації Ленінського району Бреста, Обласного профспілкового комітету працівників культури.

## Роботи у театрі
- «А зорі тут тихі» Борис Васильєв — Васков
- «Трибунал» — Терьошка
- «Варвари» — Монахів
- «Дон Кіхот» — Санчо Панса
- Грай, Йосіле, грай Тев'є
- «Ревізор» — Суниця
- "Нареченого викликали? " — Тамбовський
- «Скажені гроші» — Кучумов
- «Загровський розповідає» — Загровський
- «Барські чудасії» — Ласуков
- «На дні» — Лука

## Фільмографія
1. 1974 — Полігон «Зоряна річка»
2. 1975 — Ми — хлопці живучі — голова колгоспу
3. 1979 — Поїзд надзвичайного призначення
4. 1982 — Державний кордон. Східний рубіж — М. М. Литвинов
5. 1982 — Балада про доблесного лицаря Айвенго
6. 1985 — Острови на далеких озерах
7. З 13 до 15 (Італія)